# Eugnophomyia apache
Eugnophomyia apache là một loài ruồi trong họ Limoniidae. Chúng phân bố ở miền Tân bắc.